# Bernardo I di Poitiers
Bernardo (... – 828 circa) fu conte di Poitiers dall'815 all'828 circa.

## Origine
Non si conoscono con certezza gli ascendenti; ma gli storici francesi, Christian Settipani, nel suo La Noblesse du Midi Carolingien, e Pierre Riché, nel suo Les Carolingiens, une famille qui fit l'Europe suggeriscono che era figlio di Alleaume o Adalelmo (figlio del conte, Teodorico I d'Autun).

## Biografia
Di Bernardo si hanno scarse notizie. Nel 775 è citato in due documenti che lo qualificano come un dei conti di Carlomagno (Carolus…rex Francorum et Langobardorum ....fidelibus... Bernardo... comitibus e Carolus…rex Francorum et Langobardorum... fidelibus…Bernehardo,.... comitibus).
Secondo gli ANNALES REGNI FRANCORUM e gli annali di Eginardo, nell'811, Bernhardus comes fu uno dei nobili Franchi che partecipò alle trattative di pace tra l'imperatore Carlomagno e il re dei Danesi, Hemming.
Dopo la partenza del conte di Poitiers Ricwin, Bernardo, tra l'814 e l'815, si impossessò della contea, e molto probabilmente fu confermato conte di Poitiers dal re d'Aquitania, Pipino I, infatti dall'815, viene citato come presidente nelle cause della contea di Poitiers.
Bernardo è citato ancora nell'825 in una causa, presieduta dal re d'Aquitania, Pipino I, in cui dovette cedere una proprietà all'abbazia di Saint-Maixent.
La morte di Bernardo è avvenuta tra l'826 e l'828.

## Discendenza
Di Bernardo non si conosce alcuna discendenza.

### Fonti primarie
- (LA) Monumenta Germaniae Historica, tomus I, su dmgh.de. URL consultato il 20 aprile 2012 (archiviato dall'url originale il 28 settembre 2013)..
- (LA) ANNALES REGNI FRANCORUM, su thelatinlibrary.com. URL consultato il 24 gennaio 2021 (archiviato dall'url originale il 13 novembre 2020)..